# Wasserwerk Tolkewitz

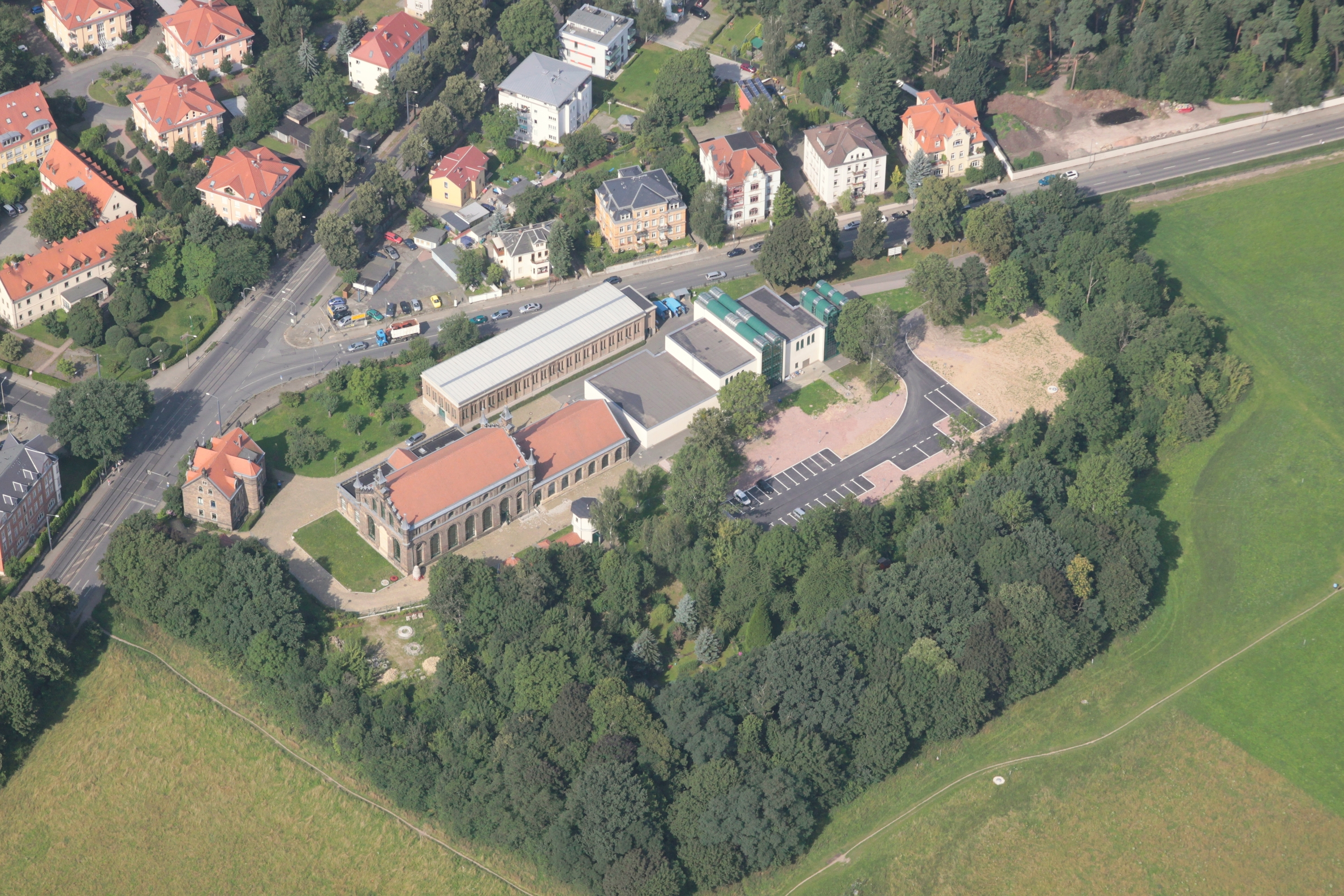
Luftbild des Wasserwerks Tolkewitz 2012

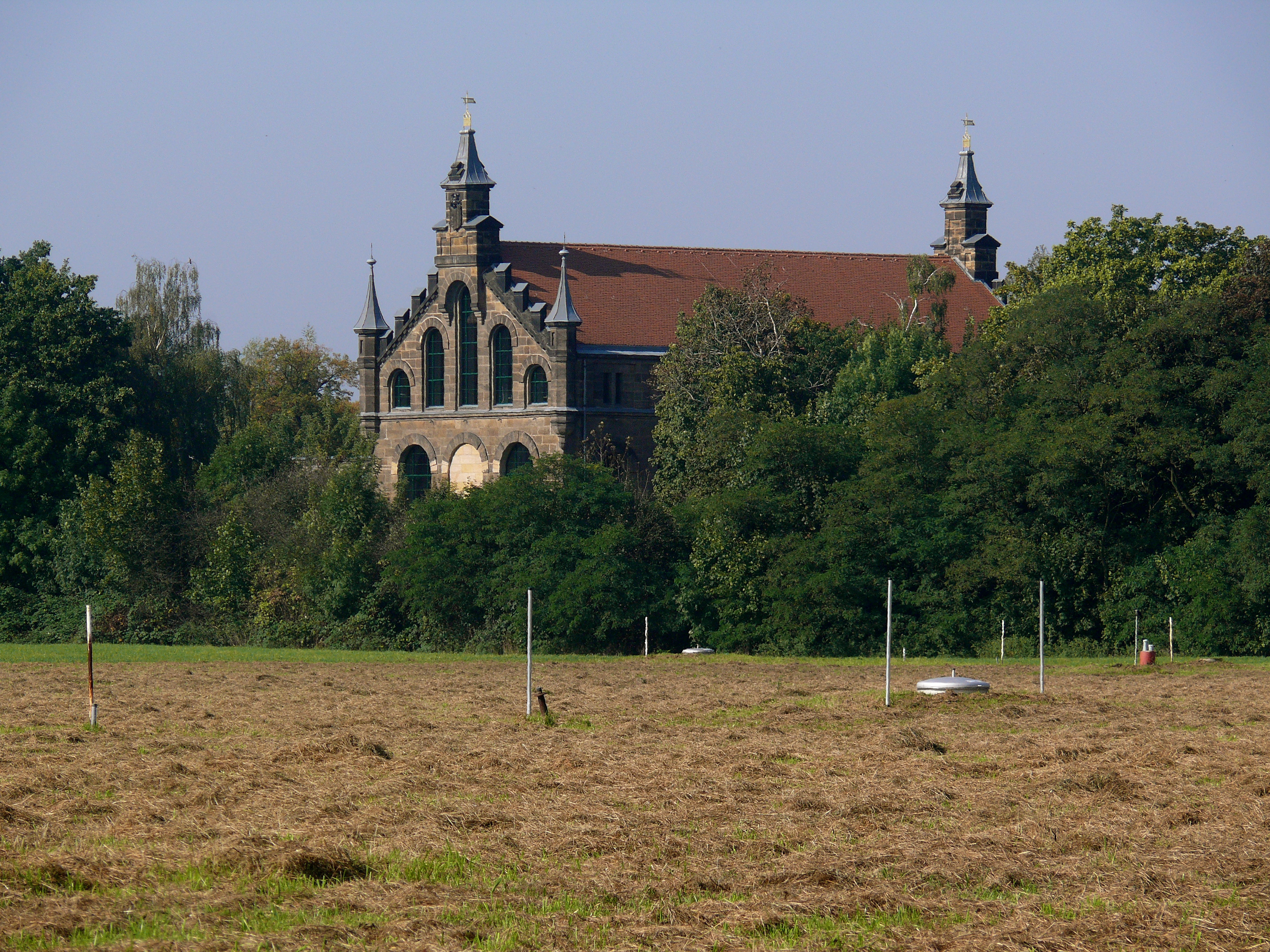
Wasserwerk Tolkewitz (2011)

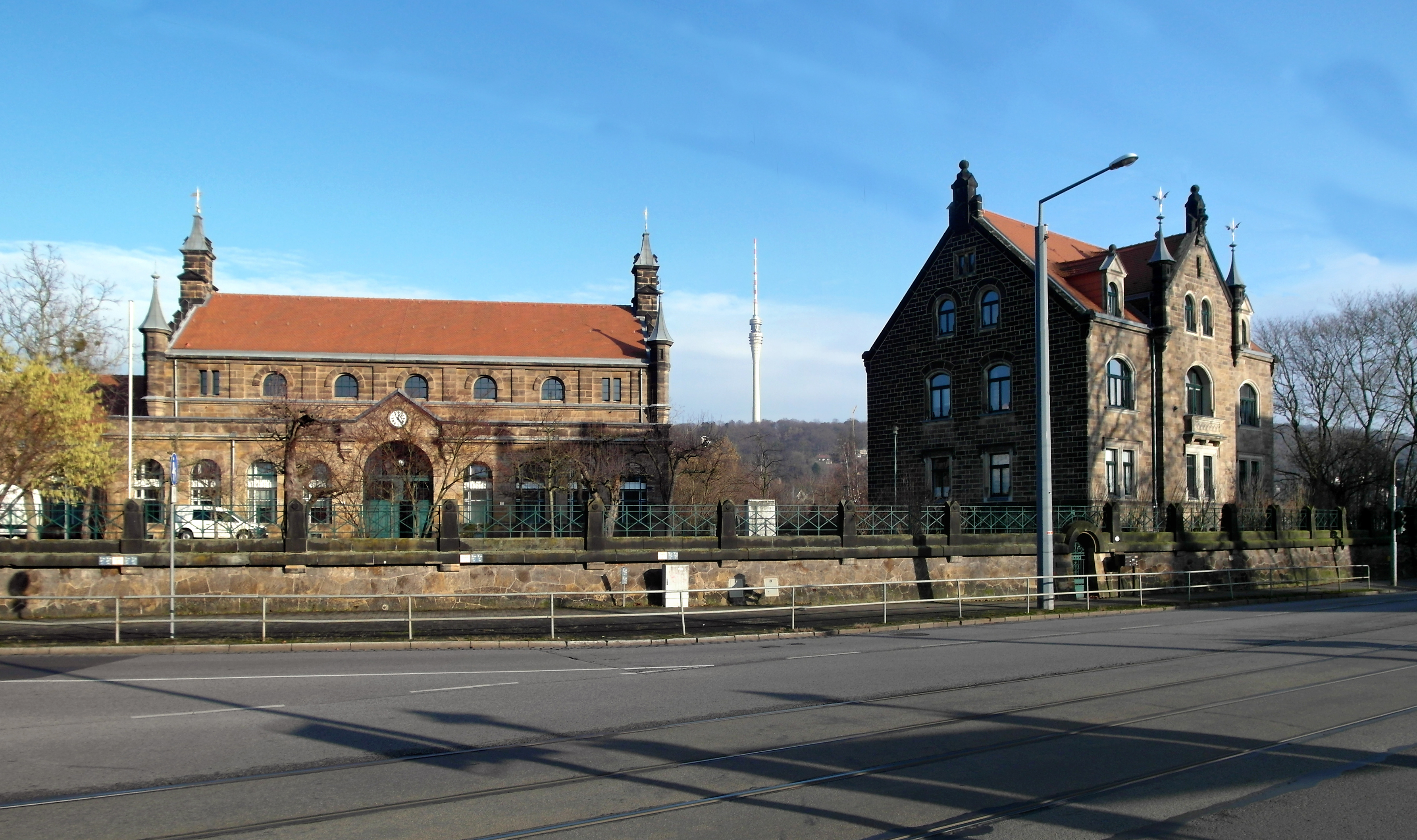
Wasserwerk Tolkewitz

Das Wasserwerk Tolkewitz befindet sich im Dresdner Stadtteil Tolkewitz, östlich des Stadtzentrums. Das von 1896 bis 1898 erbaute Wasserwerk stellt knapp 20 Prozent des in Dresden verbrauchten Trinkwassers bereit.
Die Kapazität beträgt etwa 35.000 Kubikmeter pro Tag. Das Wasserwerk gehört zur DREWAG – Stadtwerke Dresden GmbH.

## Lage
Das Wasserwerk befindet sich orographisch links der Elbe im Landschaftsschutzgebiet d 65 Dresdner Elbwiesen und Dresdner Elbaltarme und im Trinkwasserschutzgebiet Tolkewitz (Zone 2).
Auf Höhe des Wasserwerks sind seit 2012 an den Elbwiesen knapp 10 Hektar als Flächennaturdenkmale Magerwiese am Wasserwerk Tolkewitz und Bläulingswiese am Wasserwerk Tolkewitz ausgewiesen.

## Geschichte

### 1891 bis 1899

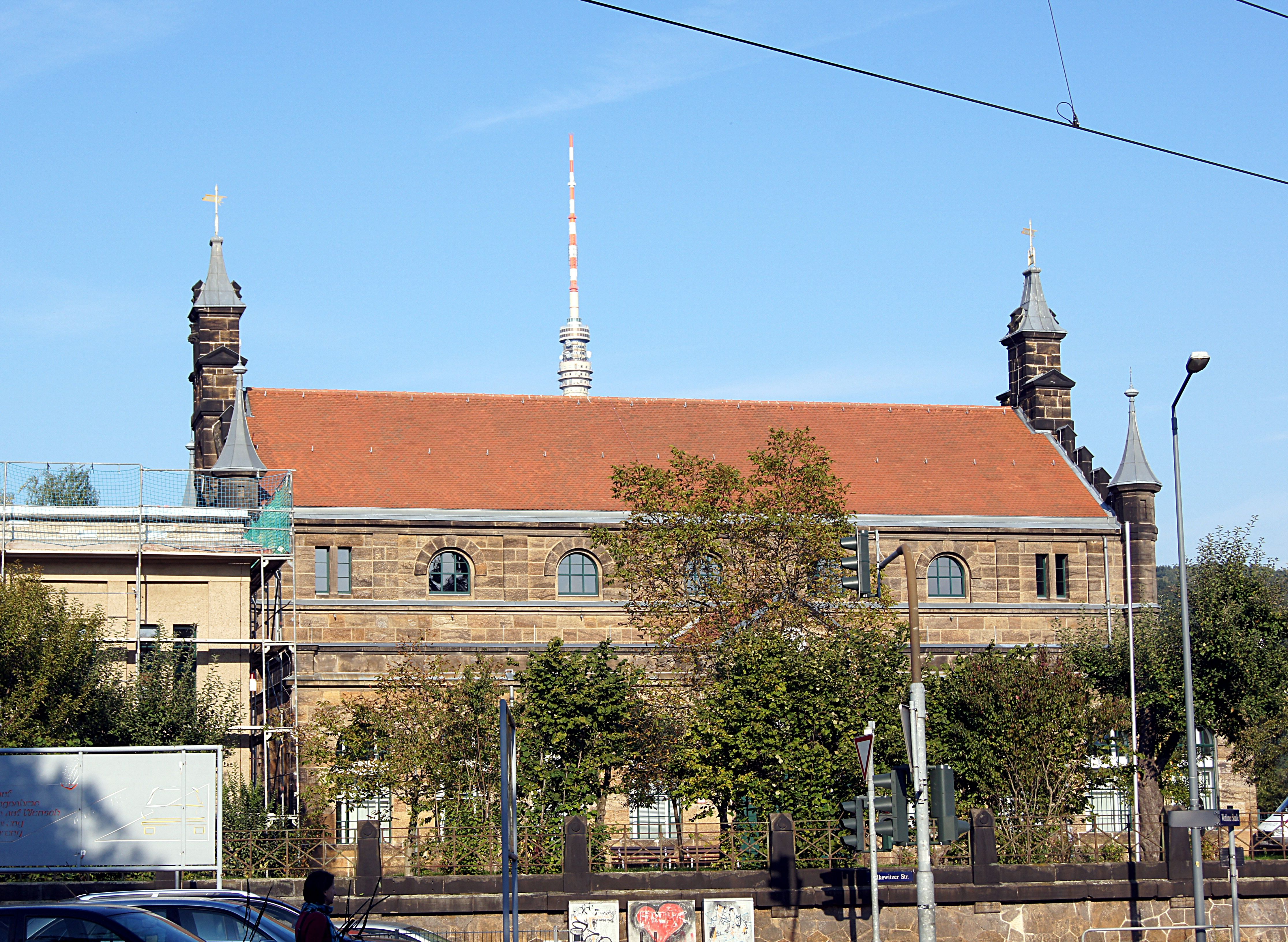
Wasserwerk Tolkewitz, von Wehlener/Tolkewitzer Straße aus

Durch den wachsenden Wasserbedarf Dresdens Ende der 1880er, Anfang der 1890er Jahre war bald die Leistungsfähigkeit des 1875 eingeweihten ersten Dresdner Wasserwerks (Wasserwerk Saloppe) erreicht. 1891 beauftragte die Stadtverwaltung Baurat Bernhard Salbach (1833–1894), ein Gutachten für die künftige sichere Wasserversorgung der Stadt zu erstellen. Noch im selben Jahr wurde ein Versuchsbrunnen mit einer Förderleistung von 4000 Kubikmetern pro Tag gebaut. Außerdem kaufte der Rat der Stadt Dresden einen Teil der Elbwiesen an einem alten Elbarm aus dem Besitz des Tolkewitzer Gemeindevorstands August Hähnichen. Durch den Bau des Wasserwerks verlandete der Elbarm und wurde schließlich zugeschüttet. Darauf entstanden Gärten. Zwei Jahre später konnte mit dem Bau von vier weiteren Brunnen die geforderte Förderleistung von 20.000 Kubikmetern pro Tag erreicht werden. Außerdem wurde die Tauglichkeit des Wassers als Trinkwasser nachgewiesen. Damit wurde Salbach Anfang 1894 mit Entwürfen für den Bau des Wasserwerks Tolkewitz beauftragt. Im Herbst 1894 konnte mit dem Bau begonnen werden. Hierfür kamen vor allem italienische Bauarbeiter zum Einsatz. Zunächst wurde das hochwassergefährdete Gelände aufgeschüttet. Ab Mitte März 1898 wurden die von der Sächsischen Maschinenfabrik Chemnitz gelieferten Pumpmaschinen aufgebaut. Am 16. August 1898 speiste das Wasserwerk erstmals Wasser in das Dresdner Versorgungsnetz.
Zu dieser Zeit bestand das Wasserwerk aus einer Heberleitung mit dem Anschluss der Brunnen, einem Sammelbrunnen mit Brunnenhaus, dem Maschinenhaus mit zwei Tauchkolbenpumpen und den zugehörigen Balancier-Dampfmaschinen, einem Kesselhaus, einem Kohlenschuppen sowie der Transportanlage von der Schiffsanlegestelle zur Versorgung des Werkes mit der benötigten Kohle. Außerdem erhielt das Werk ein stilistisch angeglichenes Wohngebäude an der Wehlener Straße.
Schon 1899 wurde klar, dass eine Verdopplung der Kapazität nötig war. Mit dem Bau von fünf weiteren Schachtbrunnen, einer zweiten Heberleitung und einer dritten Pumpmaschine konnte eine Förderleistung von 40.000 Kubikmetern pro Tag erreicht werden.

### 1900 bis 1985
Auch in den Folgejahren wurde das Werk dem jeweiligen Bedarf und dem technischen Fortschritt angepasst. So entstand zwischen 1913 und 1925 eine neue Filterhalle mit sechzehn Filtern, zwischen 1919 und 1928 eine dritte Heberleitung mit 39 Brunnen, 1921 eine Chloranlage zur Desinfektion des Trinkwassers und 1922 bis 1925 eine Anlage zur Entsäuerung mittels Kalkwasser. 1925 wurde das komplette Wasserwerk elektrifiziert, außerdem konnten die Vorförderung und drei neue Hauptförderpumpen in Betrieb genommen werden. Vier Jahre später wurde eine Belüftungsanlage und ein Absetzbecken erbaut, zwischen 1930 und 1936 Anlagen zur Kalk- und Kohlensäure-Dosierung sowie Sammelbrunnen und zwischen 1964 und 1968 eine neue Vorreinigungsstufe, die im Kalküberschussverfahren arbeitete und einen Ersatz für das veraltete Absetzbecken darstellte. Im Zeitraum zwischen 1971 und 1985 erfolgte der Einbau neuer Hauptförderpumpen und die Sanierung beziehungsweise Erweiterung der Elektro- und
MSR-Anlagen.

### 1989 bis heute
Nach der Wende sank der Wasserverbrauch in Dresden stark. Daraufhin wurde am 16. April 1992 die Wasserförderung eingestellt. Das Wasserwerk Tolkewitz diente zuletzt nur noch als Reserve für das Wasserwerk Hosterwitz. Am 13. Februar 1995 wurde der Betrieb des gesamten Wasserwerkes eingestellt. Grund hierfür waren die stark verschlissenen und veralteten Aufbereitungsanlagen.
Zu diesem Zeitpunkt war die Sanierung des Wasserwerkes zu einer modernen Wasseraufbereitungsanlage allerdings bereits beschlossen. Am 17. Februar 1997 konnte nach umfangreichen Planungen mit dem Umbau begonnen werden. Dabei hatte sich das Sächsische Umweltministerium gegen die Wiederinbetriebnahme durch die Stadt Dresden ausgesprochen. Grund hierfür waren Pressemeldungen über Verunreinigungen des Dresdner Grundwassers. Dem hielt das Umweltdezernat Dresden entgegen, dass die reichen Grundwasservorräte der Stadt eine dauerhafte und stabile Versorgung mit Trinkwasser garantieren. Umweltdezernent Dr. Klaus Gaber hielt finanzielle Interessen des Freistaates als Hintergrund für die Vorwürfe des Umweltministeriums.
Am 22. Mai 1997 erfolgte die Grundsteinlegung für das neue Werk. Nach knapp drei Jahren ging das Wasserwerk am 22. Februar 2000 wieder in Betrieb. Die neue, 27 Millionen Mark teure Anlage kann maximal 35.000 Kubikmeter Trinkwasser produzieren. Mit Hilfe der mehrstufigen Aufbereitung war es wieder möglich, einwandfreies Trinkwasser zu produzieren. Die neue Filterhalle entstand für 11 Millionen Euro auf dem Platz der alten Belüftungsanlage. Das frühere Chemikaliengebäude wurde zur Elektrozentrale umgebaut.
Seit 1985 steht das Wasserwerk mit Sammelbrunnen, Maschinen- und Kesselhaus, Wohnhaus für die Betriebsbeamten, altem Brunnenhaus sowie die Einfriedung unter Denkmalschutz. Diese Bausubstanz wurde während der Bauarbeiten so weit wie möglich genutzt. In einem neu errichteten Funktionsgebäude sind alle wesentlichen Technologiestufen untergebracht. Die Filterstufen sind als Betondruckkörper konzipiert, wobei der Baukörper der Filter gleichzeitig die Gebäudeaußenhülle ist. Damit konnte der begrenzte Platz zwischen einem Wohngebiet und den Elbwiesen optimal ausgenutzt werden.
Bei der Jahrhunderthochwasser im August 2002 wurde das komplette Wasserwerk überschwemmt. Der Schaden war mit rund 200.000 Euro relativ gering. Somit konnte das Werk bereits im September wieder seine Arbeit aufnehmen.
Anfang 2009 wurde die alte Rezirkulatorenhalle abgerissen. Der 85 Meter lange und 15 Meter hohe Bau wurde von 1964 bis 1968 errichtet. Im Inneren befanden sich drei gewaltige Behälter mit einem Durchmesser von jeweils 17 Metern und einem Fassungsvermögen von rund 1000 Kubikmetern. In diese wurde eine Mischung aus Uferfiltrat und Grundwasser gepumpt, um in einer ersten Reinigungsstufe durch Zugabe von Kalk Schmutzpartikel zu binden. Seit der Stilllegung des Wasserwerks 1995 waren die Anlagen der Halle außer Betrieb.
Seit Dezember 2009 verfügt das Wasserwerk Tolkewitz über moderne Automatisierungstechnik. Mit Hilfe von fünf Industrie-PC werden über die entsprechenden Systeme rund 500 Klappen, Antriebe und Pumpen im Wasserwerk gesteuert. Damit reicht es aus, dass der Betrieb des Wasserwerks in der Woche von zwei Mitarbeitern und an Wochenenden von einem überwacht wird. Auch eine Programmierung der Computer während des laufenden Betriebs wurde damit erstmals möglich.
2010 mussten zwei Schieber, die den Zulauf des Grundwassers zu den Brunnen steuern, saniert werden.
Während des Hochwassers 2013 musste das Wasserwerk außer Betrieb genommen werden und konnte nach zehn Tagen mit zwei Dritteln seiner Leistung wieder Trinkwasser ins Dresdner Netz einspeisen. Es schloss sich eine aufwändige Reinigung der Trinkwasserbrunnen an.

## Funktionsweise
Das Rohwasser, welches im Wasserwerk Tolkewitz zu Trinkwasser aufbereitet wird, stammt zu etwa 30 Prozent aus Grundwasser und zu 70 Prozent aus Uferfiltrat. Zur Grundwasser-Entnahme aus Tiefen zwischen 13 und 18 Metern stehen zwischen Laubegast und Blasewitz 72 Brunnen zur Verfügung. Über einen Vakuum-Unterdruck wird das Wasser aus den Brunnen in einen Sammelbrunnen im Wasserwerk geleitet. Hier wird das Wasser intensiv belüftet, womit chlorierte Kohlenwasserstoffe entfernt werden und Sauerstoff eingebracht wird. Darüber hinaus wird das Wasser mit einem Flockungsmittel versetzt, um im Wasser befindliche kolloidale und fein suspensierte Inhaltsstoffe im folgenden Filterbett zurückzuhalten. Über Pumpen wird das Wasser in eine Zweischichtfilterstufe befördert. Hier werden mit Aktivkohle Reste bedenklicher Spurenstoffe zurückgehalten. Anschließend wird dem Wasser ein Chlordioxid-Chlor-Gemisch zur Desinfektion und Natronlauge zur chemischen Restentsäuerung zugegeben. Das fertig aufbereitete Trinkwasser wird abschließend über zwei Reinwasserbehälter in das Dresdner Versorgungsnetz gepumpt.

## Funktionsstufen
- Fassung Tolkewitz mit 3 Heberleitungen, 56 Bohrbrunnen und 16 Schachtbrunnen zur Gewinnung von Uferfiltrat
- Sammelbrunnen
- Vorförderung zur Erstförderung des Rohwassers aus dem Sammelbrunnen zur Desorptions-Anlage
- Desorptionsanlage für die Intensivbelüftung zur Entfernung von chlorierten Kohlenwasserstoffen und zur Sauerstoffanreicherung
- Zwischenbehälter zur Speicherung des Wassers aus den Desorptionskolonnen
- Zwischenförderung zur Anhebung des Wassers auf die Mehrschichtfilter
- Flockungsmittelanlage zur Lagerung und Dosierung von Eisen(III)-chlorid zur Ausflockung der kolloidal gelösten Stoffe
- Natronlaugeanlage zur Lagerung und Dosierung von Natronlauge zur pH-Wert-Regulierung
- Chlordioxidanlage zur Herstellung/Dosierung von Chlordioxid zur Desinfektion
- Mehrschichtfiltration zur Entfernung von Eisen- und Mangan-Verbindungen sowie kolloidal gelösten Stoffen
- Aktivkohlefiltration zur Entfernung organischer Wasserinhaltsstoffe
- Reinwasserbehälter zur Zwischenspeicherung des hergestellten Trinkwassers
- Reinwasserförderung zur Förderung des Trinkwassers in das Versorgungsnetz
- Spülwasserpumpen zur Rückspülung der Mehrschichtfilter und Aktivkohlefilter
- Spülwasserbehälter zur Wasservorlage für die Filterrückspülung
- Spülluftgebläse zur Rückspülung der Mehrschichtfilter
- Pufferbecken als Zwischenspeicher der Filterspülabwässer
- Warte/Trafostation
- Sozialgebäude
- Wirtschaftsgebäude
- Wohnhaus
- Ehemalige Vorreinigungsanlage